# تانجارا (سانتا كاتارينا)
تانجارا (بالبرتغالية: Tangará‏) بلدية في ولاية سانتا كاتارينا في المنطقة الجنوبية من البرازيل.